# たびりずむ
株式会社たびりずむは、東京都港区に本社を置く日本の旅行会社で、ソフトバンクグループのオッズ・パーク株式会社の子会社である。日本旅行業協会(JATA)正会員。

## 概要
公営競技総合サービスサイトのオッズパークは大手旅行会社を利用し会員向けに地方の競馬、競輪、オートレース観戦の招待旅行を実施してきたが実施数が増加傾向にあった。また、ソフトバンクグループのオッズパーク、SBエナジー、さとふるの事業を行なう上で地方自治体との提携する機会が増えた。そこで企画・実施を自社で行いコスト削減と地方公営競技や提携する自治体への誘客のために第1種旅行業登録会社を設立するに至る。実店舗は置かずインターネットや電話のみで受け付け、自治体と連携して全国的にはあまり知られていない地域イベントや特産品を発掘していく方針。なお、ソフトバンクグループが第1種旅行業登録会社を設立するのは初めてだが、2000年にジェイティービーとヤフーとソフトバンクBBによる合弁会社として類似のインターネットサービスで募集型企画旅行を行う「株式会社たびゲーター」（第3種旅行業）を設立している。

## 沿革
- 2015年5月18日 - オッズ・パーク株式会社により株式会社たびりずむ設立
- 2015年7月14日 - 第1種旅行業登録(観光庁長官登録旅行業第1996号)[5]
- 2015年9月4日 - 第1弾のツアー「ホークスプレミアムツアー in ヤフオクドーム」を開催[6]